# Tanyproctus israeliticus
Tanyproctus israeliticus är en skalbaggsart som beskrevs av Rudolph Petrovitz 1971. Tanyproctus israeliticus ingår i släktet Tanyproctus och familjen Melolonthidae. Inga underarter finns listade i Catalogue of Life.